# Robert Phelps

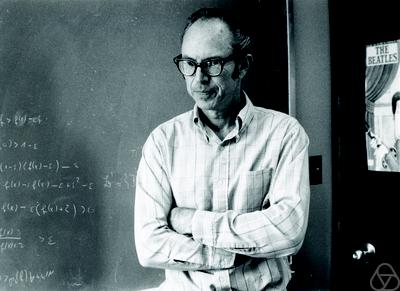
Robert R. Phelps

Robert Ralph Phelps  (* 22. März 1926 in San Bernardino, Kalifornien; † 4. Januar 2013) war ein US-amerikanischer Mathematiker, der für seine Beiträge zur Analysis bekannt ist, insbesondere zu Funktionalanalysis und Maßtheorie. Er war ab 1962 Professor für Mathematik an der University of Washington.

## Leben
Phelps studierte Mathematik an der University of California, Los Angeles und schloss 1954 als Bachelor ab. Er schrieb seine Dissertation 1958 an der University of Washington über subreflexive Banachräume, betreut von Victor Klee. 1958/59 war er Instructor an der Princeton University und 1958 bis 1960 am Institute for Advanced Study. 1960 bis 1962 forschte er an der University of California, Berkeley. 1962 wurde er Assistant Professor an der University of Washington mit einer vollen Professur ab 1966. Er lehrte als Gast-Professor an der Universität von Paris von 1969 bis 1970 sowie am University College London von 1977 bis 1978.
Zusammen mit Errett Bishop bewies Phelps den Satz von Bishop-Phelps über Konvexität in Banachräumen und insbesondere das (in der englischen Fachliteratur) sogenannte Bishop-Phelps Theorem, welches ein wesentliches Ergebnis der Funktionalanalysis ist und Anwendungen in der Operatorenrechnung, der Harmonischen Analyse, der Choquet-Theorie und der Variationsrechnung hat. 
Phelps schrieb einige Bücher, die zum Teil erneut veröffentlicht wurden. 1966 war sein Buch Lectures on Choquet’s theorem (Vorlesungen über den Satz von Choquet) das erste Buch, das die Theorie integraler Representationen erklärte. Seine Werke wurden ins Russische und andere Sprachen übersetzt. Eine überarbeitete und erweiterte Fassung der Lectures on Choquet’s theorem wurde 2002 wieder veröffentlicht. Er publizierte auch wie andere Mathematiker auf dem Gebiet der Funktionalanalysis unter dem Pseudonym John Rainwater. Das begann 1952 als Studentenscherz und führte zu einer Reihe von wissenschaftlichen Publikationen unter diesem Namen. Die Geschichte von „John Rainwater“ stellte Phelps selbst in einem Aufsatz dar.
Phelps arbeitete auf dem Gebiet der nichtlinearen Analysis, insbesondere in einer Monografie über Differenzierbarkeit und Banach-Raum-Theorie. In seinem Vorwort wies Phelps auf die Voraussetzung „background in functional analysis“ hin: “the main rule is the separation theorem (a.k.a. [also known as] the Hahn–Banach theorem): Like the standard advice given in mountaineering classes (concerning the all-important bowline for tying oneself into the end of the climbing rope), you should be able to employ it using only one hand while standing blindfolded in a cold shower” (Phelps 1991, deutsch: „Die Hauptregel ist das Trennungs-Theorem (auch Hahn–Banach-Theorem). Die sollten Sie anwenden können wie die Standardregel im Bergsteigertraining (sich anzuseilen), auch einhändig mit verbundenen Augen unter einer kalten Dusche“) Phelps war ein guter Bergsteiger und benutzte Metaphern aus diesem Bereich, um mathematische Zusammenhänge zu illustrieren.
2012 wurde er Fellow der American Mathematical Society. Er war verheiratet mit Elaine Phelps.

## Ausgewählte Schriften
- Errett Bishop, R. R. Phelps: A proof that every Banach space is subreflexive. In: Bulletin of the American Mathematical Society. Band 67, 1961, S. 97–98 (projecteuclid.org).
- Robert R. Phelps: Convex functions, monotone operators and differentiability (= Lecture Notes in Mathematics. Band 1364). Second edition of 1989 Auflage. Springer-Verlag, Berlin 1993, ISBN 3-540-56715-1, S. xii+117.
- Robert R. Phelps: Lectures on Choquet’s theorem. Van Nostrand 1966, 2. Auflage. Lecture Notes in Mathematics 1757, Springer Verlag, 2001, ISBN 3-540-41834-2.
- Robert R. Phelps, I. Namioka: Banach spaces which are Asplund spaces. In: Duke Math. J. Band 42, Nr. 4, 1975, ISSN 0012-7094, S. 735–750.